# Гъзим Еребара
Гъзим Еребара (на албански: Gëzim Erebara) е албански режисьор, сценарист и преводач и киноисторик.

## Биография
Роден е в 1929 година в западномакедонския българо-албански град Дебър, който тогава е в Югославия. Учи в Пражката академия за изящни изкуства в 1947 – 1951 година, но няколко месеца преди завършването си е репатриран по политически причини от албанското правителство. Работи в държавната „Киностудия Шкиперия е Ре“ от 1957 до 1986 година и е автор или съавтор на много филми.

## Филмография
- Debatik – (1961) съавтор
- Ngadhnjim mbi vdekjen – (1967) съавтор
- Guximtarët – (1970)
- Në fillim të verës – (1975)
- Pylli i lirisë – (1976)
- Vajzat me kordele të kuqe – (1978)
- Nusja – (1980)
- Një natë pa dritë – (1981)
- Fushë e blertë-fushë e kuqe – (1984)
- Një jetë më shumë – (1986)